# Rheumaptera
Rheumaptera is een geslacht uit de familie Geometridae (spanners). 

## Soorten
- R. abraxidia Hampson, 1895
- R. affirmata Guenée, 1858
- R. albofasciata Inoue, 1986
- R. alternata Staudinger, 1896
- R. anestia Prout, 1941
- R. caucasica (Müller & Viidalepp)
- R. cauquenensis Butler, 1882
- R. congoata (Walker, 1862)
- R. corporaali Wehrli, 1933
- R. cunctata Snellen, 1874
- R. cupreipennis Dognin, 1908
- R. chimu Dognin, 1904
- R. chinensis Leech, 1897
- R. exacta Butler, 1882
- R. excultata Christoph, 1881
- R. fasciaria Leech, 1897
- R. fimbriata Prout, 1910
- R. flavipes Ménétriés, 1858
- R. fuegata (Staudinger, 1899)
- R. fuscaria Leech, 1897
- R. grisearia Leech, 1897
- R. hastata (Linnaeus, 1758) - speerpuntspanner
- R. hecate Butler, 1878
- R. hedemannaria Oberthür, 1880
- R. hypolopha Hampson, 1895
- R. hyrcana Staudinger, 1871
- R. inanata Christoph, 1880
- R. inepta Dognin, 1900
- R. instabilis Alphéraky, 1883
- R. interrupta Dognin, 1900
- R. intersita Prout, 1923
- R. ithys Prout, 1937
- R. latifasciaria Leech, 1891
- R. lugens Oberthür, 1886
- R. marmoraria Leech, 1897
- R. meadii Packard, 1874
- R. mochica Dognin, 1904
- R. montivagata Duponchel, 1831
- R. moscardonica Laever, 1983
- R. naseraria Oberthür, 1893

- R. nengkaoensis Inoue, 1986
- R. neocervinalis Inoue, 1982
- R. nigrifasciaria Leech, 1897
- R. proserpina Alphéraky, 1897
- R. prunivorata Ferguson, 1955
- R. ravulata Staudinger, 1892
- R. relicta (Herbulot, 1953)
- R. scotaria Hampson, 1907
- R. sideritaria Oberthür, 1884
- R. subhastata (Nolcken, 1870) - kleine speerpuntspanner
- R. titubata Prout, 1941
- R. tremodes Prout, 1940
- R. tristis Leech, 1914
- R. turkmenica (Müller & Viidalepp)
- R. valentula Prout, 1941
- R. veternata Christoph, 1880